# Johann Georg Büsch
Johann Georg Büsch (Altenmedingen, 3 gennaio 1728 – Amburgo, 5 agosto 1800) è stato uno statistico, educatore e attivista tedesco.

## Biografia
Studiò ad Amburgo e Gottinga, e nel 1756 fu nominato professore di matematica e successivamente nel ginnasio di Amburgo.
Le sue opere trattavano sugli argomenti relativi al commercio e all'economia politica. Le sue opere raccolte furono pubblicate in 16 volumi a Zwickau nel 1813-16 e 8 volumi, compresi quelli sul solo commercio, ad Amburgo, 1824-27.